# Andrei Konstantinowitsch Woronzewitsch
Andrei Konstantinowitsch Woronzewitsch (russisch Андрей Константинович Воронцевич; * 17. Juli 1987 in Omsk, RSFSR) ist ein russischer Basketballspieler. Woronzewitsch spielt seit 2006 bei ZSKA Moskau, mit denen er bislang in jedem Jahr die russische Meisterschaft gewinnen konnte und zudem 2008 die EuroLeague, den höchstklassigen europäischen Vereinswettbewerb. Seit den Olympischen Spielen 2008 ist er auch ein fester Bestandteil der russischen Nationalmannschaft, mit der er 2011 bei der Europameisterschaft die Bronzemedaille gewann. Trotz seiner Größe von 2,07 m, die ihn als Spieler des Frontcourt in Korbnähe prädestiniert, ist er in seiner Spielweise ein Tweener und nimmt circa 40 Prozent seiner Wurfversuche aus der Distanz hinter der Dreipunktelinie.

## Karriere
Woronzewitsch wechselte 2006 vom Verein aus Nowosibirsk, in deren Jugendmannschaften er bis 2005 gespielt hatte, zum dominierenden russischen Basketballverein ZSKA nach Moskau. Der Serienmeister hat seit 1992 bis auf die Jahre 2001 und 2002 alle russischen Meisterschaften errungen. Mit Woronzewitsch gewann man zudem noch 2007 und 2010 den russischen Pokalwettbewerb und damit das Double in Russland. 2010 gewann man zusätzlich auch die erstmals ausgespielte osteuropäische VTB United League, nachdem man 2008 bereits das Promo Cup genannte Testturnier dieser Vereinigung gewonnen hatte.

## Euroleague
Im kontinentalen Vereinswettbewerb Euroleague erreichte Woronzewitsch 2006/07 mit ZSKA als Titelverteidiger das Finale, welches knapp gegen Panathinaikos Athen verloren ging. Der 19-jährige Woronzewitsch selbst wurde während des Final-Four-Turniers nicht eingesetzt. In der EuroLeague 2007/08 erreichte man erneut das Finale und bezwang wie 2006 Maccabi Tel Aviv, wenngleich Woronzewitsch von Trainer Ettore Messina beim Final Four erneut nicht berücksichtigt wurde. Gleiches wiederholte sich in der EuroLeague 2008/09, wo man  sich beim Final Four in der O2 World Berlin im Finale erneut Panathinaikos Athen geschlagen geben musste. In der EuroLeague 2009/10 wurde er zwar vom neuen Trainer Jewgeni Paschutin in nahezu allen Spielen eingesetzt, diesmal verlor man aber das Halbfinale beim Final Four gegen den späteren Titelträger FC Barcelona und erreichte den dritten Platz nach einem knappen Sieg in der Verlängerung gegen KK Partizan Belgrad. Von letzterem Gegner aus Belgrad kam dann der neue Trainer Duško Vujošević, der als Förderer junger Spieler gilt. Unter Vujošević hatte dann Nationalspieler Woronzewitsch auch eine erhöhte Einsatzzeit, jedoch schied man diesmal bereits in der Vorrunde der EuroLeague 2010/11 aus, was die Entlassung von Vujošević zur Folge hatte, und erreichte erstmals seit 2002 nicht das Final Four.

## Nationalmannschaft
Für die Olympischen Spiele 2008 in Peking wurde Woronzewitsch erstmals in den Endrundenkader der Herrennationalmannschaft berufen. Der Überraschungs-Europameister von 2007 schied jedoch nach nur einem Sieg in der Vorrunde vor dem Viertelfinale vorzeitig aus. Bei der EM 2009 gewann man als Titelverteidiger in der Vorrunde mit dem Auftaktspiel erneut nur einmal und verlor anschließend auch gegen eine junge deutsche Basketballnationalmannschaft. Trotzdem reichte es zum Einzug in die Zwischenrunde, in der man alle Spiele gewann, jedoch im Viertelfinale gegen den späteren Finalisten Serbien verlor und letztendlich den siebten Platz erreichte. Bei der WM 2010 war Woronzewitsch der wichtigste Rebounder der Nationalmannschaft. Bis zum Viertelfinale verlor man nur ein Spiel gegen Gastgeber Türkei, schied dort aber gegen den späteren Titelträger Vereinigte Staaten aus und belegte erneut den siebten Platz. Bei der EM 2011 gewann man sogar bis zum Halbfinale alle Spiele, unter anderem in einer Neuauflage gegen Serbien im Viertelfinale. Dort verlor man aber dann gegen Frankreich und konnte sich mit einem Sieg im Spiel um den dritten Platz über die Überraschungsmannschaft des Turniers Mazedonien die Bronzemedaille sichern.

## Erfolge
- Bronzemedaille Europameisterschaft 2011
- Sieger Euroleague 2008, 2016, 2019
- Sieger russische Meisterschaft 2007–2013
- Sieger russischer Pokal 2007, 2010
- Sieger VTB United League 2012–2015
- MVP der Playoffs VTB United League 2015